# ألونسو رودريغيز
ألونسو رودريغيز (بالإسبانية: Alonso Rodriguez)‏ هو كاتب ومؤلف إسباني، ولد في 1526 في بلد الوليد في إسبانيا، وتوفي في 21 فبراير 1616 في إشبيلية في إسبانيا.